# Citroën Type A
Citroën Type A je první automobil vyráběný firmou Citroën. Výroba začala v červnu 1919 a skončila v prosinci 1921, během této doby bylo vyrobeno 24 093 ks. Automobil má vodou chlazený čtyřválcový motor o objemu 1327 cc. Maximální rychlost je 65 km/h. Byl vyráběný ve dvou velikostech.